# Pierce Butler (grundlagsfader)
Pierce Butler, född 11 juli 1744 i grevskapet Carlow, död 15 februari 1822 i Philadelphia, var en amerikansk politiker.
Butler föddes på Irland och kom till Amerika 1758 i egenskap av brittisk officer. Han representerade South Carolina i konfederationens kongress 1787 och i senaten 1789–1796 och 1802–1804.